# AIDC PL-1 Chien-Shou
Le PL-1 Chien-Shou est un avion d'entraînement taïwanais. Il est développé par Aerospace Industrial Development Corporation (AIDC).

## Conception
C'est un avion destiné à l'entraînement élémentaire. Il fut construit en série entre 1968 et 1974.
Il a été retiré du service en 1982.

## Variantes
PL-1
Version d'origine, avion léger
PL-1B
Version construite sous licence par AIDC avec moteur Avco Lycoming O-320 de 150hp (112 kW) , 58 construits.
PL-2
cockpit plus arrondi,flèche des ailes augmentée.
LT-200
construit sous licence par Lipnur (Indonesia).

## Utilisateurs
Indonésie
- Indonesian Air Force (LT-200)

 Taïwan
- Republic of China Air Force (PL-1B)

 Sri Lanka
- Sri Lanka Air Force

 République du Viêt Nam
- Vietnam Air Force - Un seul avion, plus opérationnel.